# Vindelälvsvägen
Vindelälvsvägen är en turistväg i södra Västerbotten och södra Lappland. Den är 338 km lång.

## Sträckning
Längs med nästan hela den outbyggda nationalälven Vindelälven. Från älvens sammanflöde med Umeälven vid Vännäsby längs länsväg AC 628 till Rödånäs vid länsväg 363, därefter denna väg till fjällbyn Ammarnäs. Vägen följer tätt älven och passerar ett flertal vackra forsar. Löpartävlingen Vindelälvsloppet hölls tidigare längs denna väg.